# 天津九
天津九（ε Cygni，縮寫Epsilon Cyg，ε Cyg）是在星座天鵝座的聯星。它的視星等為2.48，是星座中的第三亮的星，在夏夜很容易看到。 
根據視差的測量，天津九的距離約為73 光年。
該系統有兩個已確認的成員，即天津九Aa（正式名稱為Aljanah /ˈældʒənə/）和Ab。此外，天津九C（視覺伴侶）可能也受到此系統的約束。

## 命名法
天津九的拜耳名稱是天鵝座ε（拉丁化為 Epsilon Cygni）。“天鵝座ε A”、“B”和“C”，以及“A”的成分——“天鵝座ε Aa”和“Ab”——的名稱源自華盛頓多星星表（WMC，Washington Multiplicity Catalog）對聚星系統]使用的約定，並被國際天文學聯合會（IAU）採用。 
天津九有一個來自阿拉伯語「al janāħ」（阿拉伯語：جناح）的傳統「Gienah」名字（吉娜），意思是「翅膀」。然而，這個名字更常用於天鴿座γ。為了避免混淆，它有時被稱為「Gienah Cygni」。2016，國際天文學聯合會組織了一個恆星名稱工作小組（WGSN，Working Group on Star Names）對恆星的專有名稱進行編目和標準化。WGSN决定將專有名稱賦予單個恆星，而不是整個聚星系統。2017年6月30日，它將「Aljanah」賦予了天津九Aa。在此之前，即2016年11月6日，已將「Gianah」賦予了天鴿座γ。這兩顆恆星現在都已列入國際天文學聯合會核准的恆星名稱清單內。
在中國天文學，女宿中的星官天津是指由天鹅座ε（天津九）、天鵝座γ、天鵝座δ、天鹅座30、天鹅座α、天鹅座ν、天鹅座τ、天鹅座υ和天鹅座ζ組成的星群。因此，天鹅座ε的中文名字「天津九」表示是天津的第九顆星（（中文））。

## 成員
天津九A有一顆光學伴星，天津九B，以及與它沒有物理關聯，但有共同自行的13等星的伴星天津九C，其角距離為78弧秒。如果後者與天津九A有引力約束，那麼它們現時相距1,700AU或更遠，軌道週期至少為50,000年。

## 特性

出現在面紗星雲北方，靠近圖片左下方的天津九。

天津九A是一顆單線光譜聯星。它們需要53年才能完成一次軌道，並且軌道有著高離心率，因此兩顆星的距離從在近星點的1.1AU至遠星點的30.5AU變化著。它的主要成員是一顆巨星，其恆星分類為K0 III。這表明這顆恆星已經離開了主序星，並開始了其恆星演化的最後階段。在經過紅巨星分支階段後，它經歷了氦閃事件，現在是一顆水平分支恆星，通過其核心的氦核融合產生能量。光球的有效溫度為4,700 K給出橙色色調，這是K型恆星的特徵。它的初始質量比太陽大10%，有90億年的歷史，它的半徑是太陽半徑的11倍並且亮度大約是56倍。
第二顆恆星，也就是伴星從未被直接觀測到，它的存在僅憑天體光譜學的推斷。根據這些數據，它應該至少有0.265 M☉。
自1943年以來，天津九A的恆星光譜一直是其它恆星分類的穩定錨點之一。

## 面紗星雲
天津九位於面紗星雲以北約3度，這可能是一個古老的超新星遺跡。面紗星雲的距離比天津九遠得多。

## 註解
1. ↑  使用15.8 AU的半長軸和0.93的離心率，通過方程SMA（1 -“e”）計算近星點距離，SMA（1 + “e””）計算遠星點距離。

## 外部連結
- http://www.pbase.com/mcrowle/image/81902791
- https://web.archive.org/web/20040828165209/http://tcaep.co.uk/astro/constell/20460042.htm
- http://www.skyhound.com/sh/archive/aug1/NGC_6960.html （页面存档备份，存于）
- http://www.pbase.com/mcrowle/image/81902791 （页面存档备份，存于）